# Jean-Pierre Doguereau
 (mai 2019).
Si vous disposez d'ouvrages ou d'articles de référence ou si vous connaissez des sites web de qualité traitant du thème abordé ici, merci de compléter l'article en donnant les références utiles à sa vérifiabilité et en les liant à la section « Notes et références ».
Le vicomte Jean-Pierre Doguereau, né le 11 janvier 1774 à Orléans (Loiret), mort le 20 août 1826 à La Fère (Aisne), est un général français de l'Empire.

## États de service
Élève à l'école d'artillerie en 1793, lieutenant à l'armée du Rhin en 1794, capitaine en 1798, il se distingue en cette qualité aux sièges de Jaffa, de Saint-Jean-d'Acre, à Aboukir et au Caire. Il est nommé chef de bataillon en 1800 sur les côtes de l'Océan et à la Grande Armée. Colonel le 9 mars 1806, il est fait commandeur de la Légion d'honneur le 11 juillet 1807. 
En 1809, le colonel Doguereau aîné commande en Espagne le 2e régiment d'artillerie à pied et y donne de nombreuses preuves de talents et de courage.
Directeur de l'artillerie à Paris et chevalier de Saint-Louis à la première Restauration. Il est promu Maréchal de camp le 25 avril 1815, il est chargé du commandement de l'École d'artillerie de La Fère et du commandement supérieur de la place.
Il est mort le 20 août 1826 à La Fère (Aisne).
Il est le frère du lieutenant-général Louis Doguereau. Il épouse Alexandrine Berthelot de Baye, divorcée de Louis de Girardin.

## Distinctions
- Chevalier de l'Empire par lettres patentes du 15 janvier 1809.
- Baron héréditaire par lettres patentes du 30 avril 1822.
- Vicomte par lettres patentes du 30 août 1825.

## Décorations
- Légion d'honneur
  - Chevalier le 11 décembre 1803.
  - Officier le 14 juin 1804.
  - Commandeur le 11 juillet 1807.
- Chevalier de Saint-Louis le 8 juillet 1814.

## Publication
- Jean-Pierre Doguereau, Journal de l’Expédition d’Égypte, Paris, Éd. Perrin, 1904, 430 p., in-8°. — Introd. et notes par Clément de La Jonquière. Rééd. en 1997 : Paris, Éd. La Vouivre, coll. « Du Directoire à l’Empire »  (ISBN 2-9506621-3-7).